# 通常動力型潜水艦

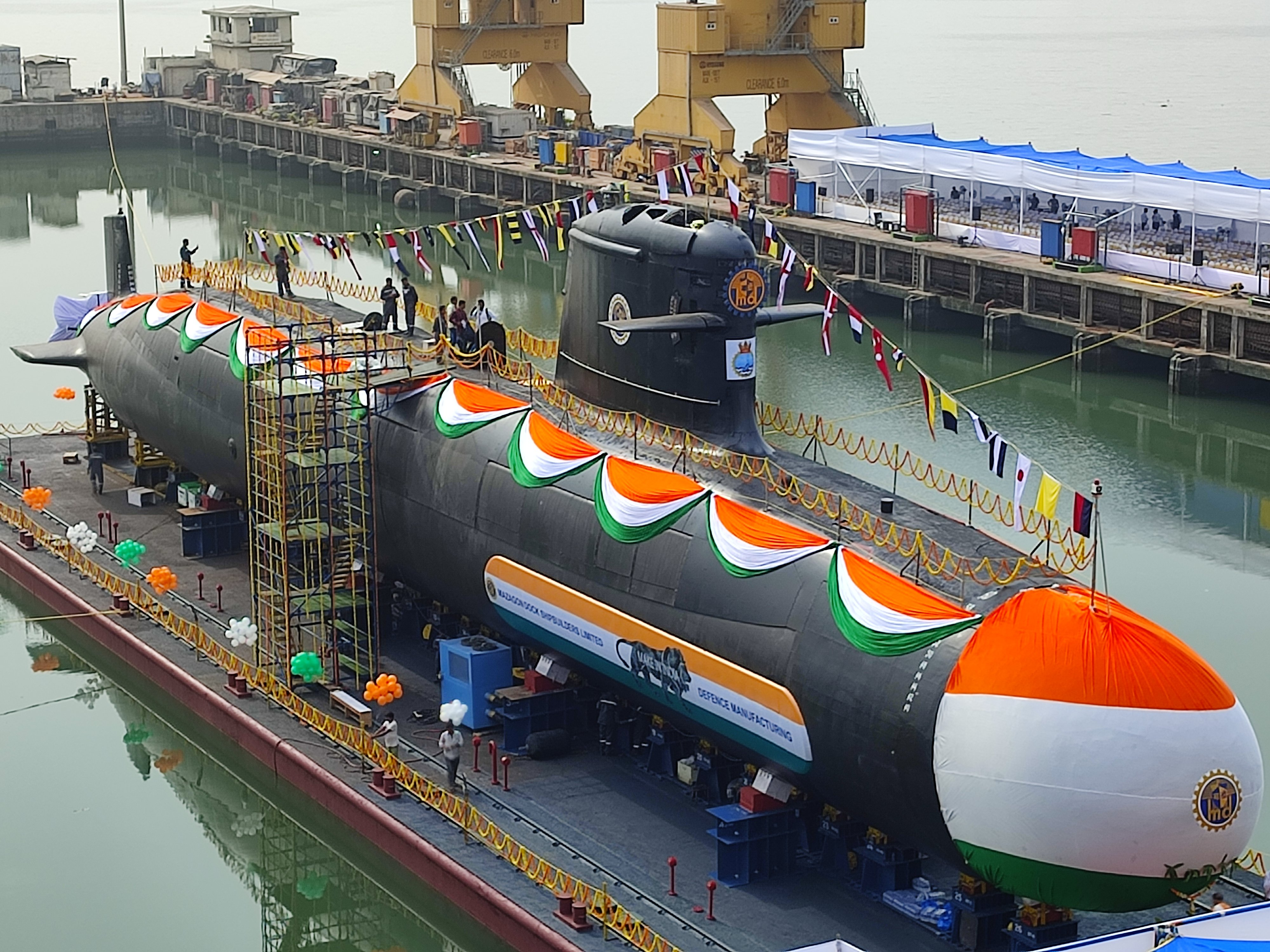
インド向けのスコルペヌ型潜水艦

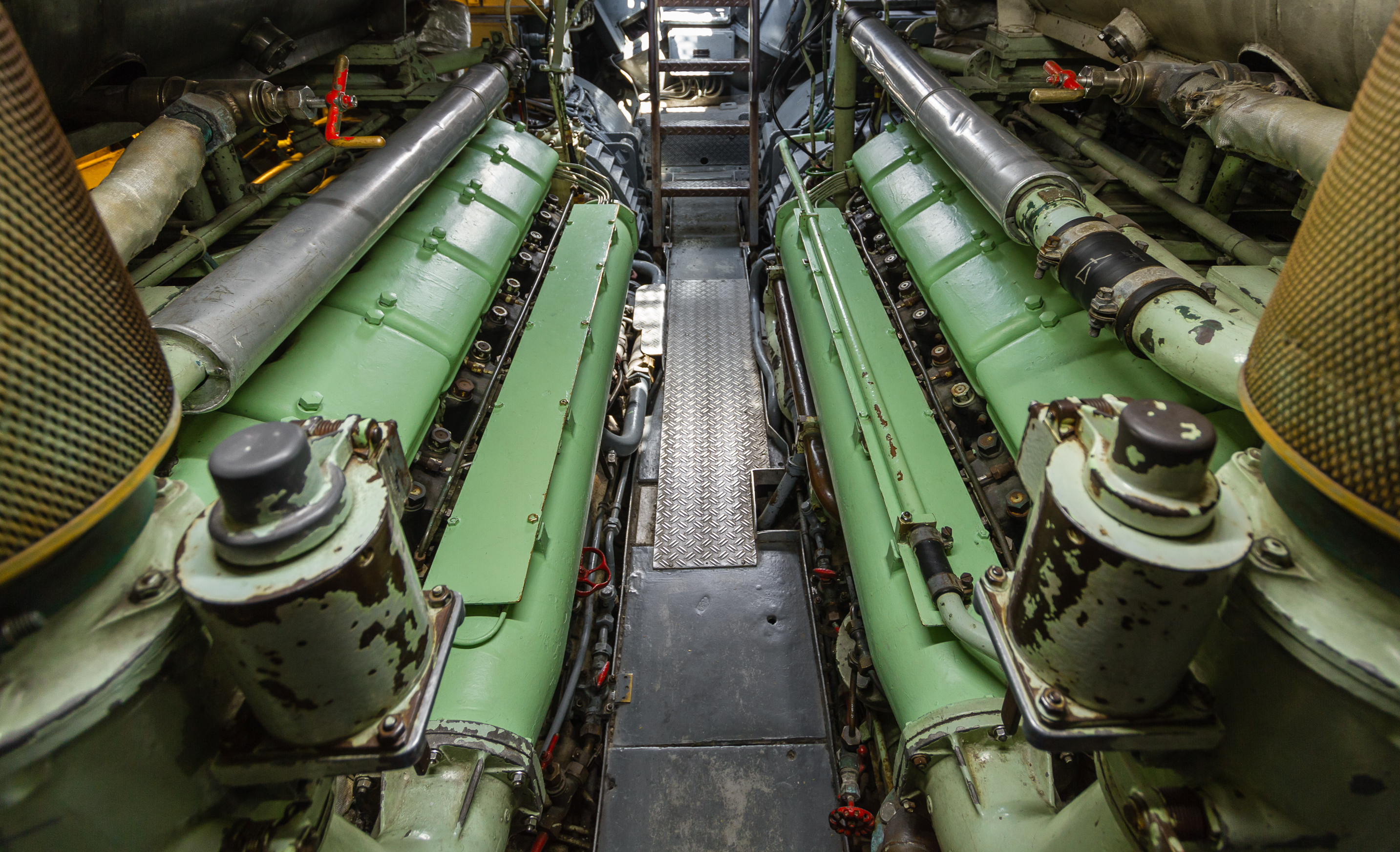
205型のV型ディーゼルエンジン

通常動力型潜水艦（つうじょうどうりょくがた せんすいかん）とは、原子力ではない動力を持つ潜水艦のことで、原子力潜水艦と対比される用語である。よってこの用語は原子力潜水艦の登場までは使われていなかった（レトロニム参照）。原子力潜水艦が登場した現代でも通常動力型潜水艦は世界各国の主流であり続けている。

## 動力
動力としては（4ストローク）ディーゼルエンジンと、鉛蓄電池と、電動機兼発電機の組み合わせが多い。
ディーゼルエンジンは、水上や浅深度（シュノーケル使用時）で発電機を回し、水上航行や蓄電池を充電することに使用する。水中ではディーゼルエンジンの燃焼に必要な空気が潜水艦内部に限られるので、使用が制限される。その替わりに蓄電池に蓄えられた電力で電動機を駆動させることで推進力を得る。しかし電力消耗による充電や艦内の換気のためにも時々浮上する必要がある。
上記はディーゼル・エレクトリック方式と呼ばれ、燃費が良い上に大馬力を得られるため、多くの潜水艦で採用されている。

## 制約
戦闘に使われる潜水艦にとって、この長期間の潜航ができないということは大きな欠点である。
例えば第二次世界大戦中、ドイツ海軍のUボートや日本海軍の潜水艦は、水上浮航時に対潜哨戒機や艦船に発見・攻撃され、撃沈されたり航行や潜水が不可能な状態に陥る場合が多かった。この対策として、ドイツでは浮上せずに水中で充電できるよう、水上から大気を艦内に取り込むシュノーケルが開発された。ただし、これは浅深度でしか使えないため、後にイギリスで開発された波長の短いレーダーによって捕捉されるようになった。また、ヴァルター機関という過酸化水素を用いる非大気依存推進（AIP）機関の元祖も模索された。しかし、当時の技術では根本的な問題解決には至らなかった。
通常動力型潜水艦は原子力潜水艦と違い、航続力や速度の問題もある。近年では燃料電池などのAIP機関の搭載により数週間の連続潜行が可能となったが、連続潜行が食料や弾薬などを除けば原子炉の燃料棒交換時期にのみ影響される原子力潜水艦に比べればまだ引けを取る。

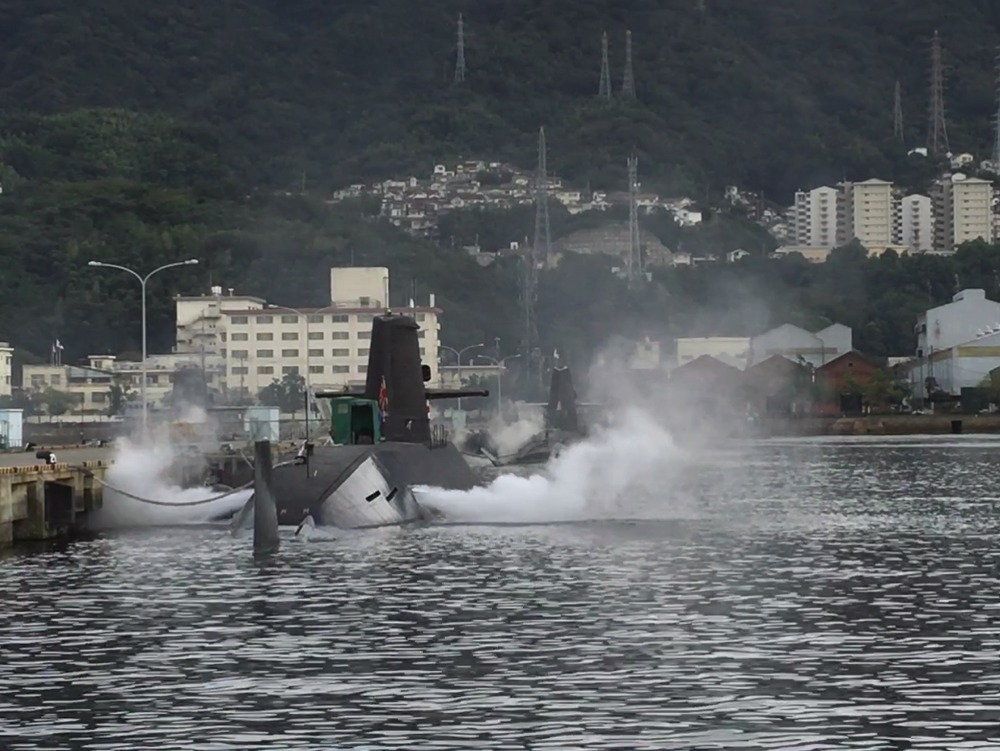
充電中の海上自衛隊潜水艦

このように通常動力型潜水艦はその動力からくる制約から水上を浮航することが多く、水中にも潜ることができる（水上）艦という意味で可潜艦とも呼ばれる。真の意味での潜水艦は原子力潜水艦の登場まで待たねばならなかった。
しかし、このような制約があるとはいえ、原子力潜水艦と比較して、静粛性に優れ、建造費や運用費及び廃艦の処分費が安く、放射能関連の事故や汚染の危険性も無く安全で、取り扱いや処分も容易である。このように原子力潜水艦とは異なった点で数々のメリットがあり、原子力潜水艦の登場以降も世界各国で運用されている。
日本の海上自衛隊では、そうりゅう型潜水艦においてAIP機関の一種であるスターリングエンジンを採用したが、スターリングエンジンは大きさの割に出力が低かったため、そうりゅう型11番艦「おうりゅう」及び12番艦「とうりゅう」ではスターリングエンジン及び鉛蓄電池を廃止してリチウムイオン蓄電池を採用し、世界的に注目を集めている。続くたいげい型潜水艦でもスターリングエンジンは採用されず、そうりゅう型「おうりゅう」以降と同じくリチウムイオン蓄電池が採用されている。

## 主な通常動力型潜水艦
イギリス
- アップホルダー級潜水艦

 イスラエル
- ドルフィン級潜水艦[注釈 1]

 イラン
- Ghadir級ミゼット・サブマリン
- Fateh級潜水艦

 オランダ
- ズヴァールトフィス級潜水艦
- ワルラス級潜水艦

 オーストラリア
- コリンズ級潜水艦

 スウェーデン
- シェーオルメン級潜水艦
- ネッケン級潜水艦
- ヴェステルイェトランド級潜水艦
- ゴトランド級潜水艦[注釈 1]

 スペイン
- S-80型潜水艦[注釈 1]

 ドイツ
- 209型潜水艦(一部にAIP搭載)
- 212A型潜水艦[注釈 1]
- 214型潜水艦[注釈 1]
- 218SG型潜水艦[注釈 1]

 パキスタン
- Cosmos級ミゼット・サブマリン

 フランス
- アゴスタ級潜水艦(一部にAIP搭載)

 ロシア
- ロメオ型潜水艦
- キロ型潜水艦
- ラーダ型潜水艦[注釈 1]

 日本
- おやしお型潜水艦
- そうりゅう型潜水艦[注釈 1]
- たいげい型潜水艦[注釈 1]

 韓国
- 島山安昌浩級潜水艦[注釈 1][注釈 2]

 北朝鮮
- 金君玉英雄艦[注釈 2]
- サンオ型潜水艦
- ヨノ型潜水艇

 中国
- シンポ型[注釈 2]
- 032型潜水艦[注釈 2]
- 035型潜水艦
- 039型潜水艦
- 039A型潜水艦[注釈 1]

 中華民国
- 海龍級潜水艦
- 海鯤級潜水艦